# Kankarinlahti
Kankarinlahti är en vik i Finland. Den ligger i Vaala i landskapet Kajanaland, i den centrala delen av landet, 500 km norr om huvudstaden Helsingfors.